# Remi Vaughan-Richards
Remi Vaughan-Richards là tên của một nhà làm phim người Nigeria.

## Lí lịch
Bà sinh ra ở Nigeria, là 1 trong 4 người con của một kiến trúc sư người Anh tên là Alan Richards (1925-1989) và một y tá tên là Ayo Vaughan (1928-1993), vốn xuất thân từ một gia đình nổi tiếng của ông Scipio Vaughan. Tất cả thành viên trong gia đình này đều dùng gạch nối ở họ của mình là Vaughan-Richards.
Bà học tại trường đại học Kingston và trường đại học nghệ thuật hoàng gia tại London.

## Sự nghiệp
Remi Vaughan-Richards bắt đầu sự nghiệp làm phim trong bộ phận nghệ thuật, và tại đó, bà làm việc trong những bộ phim như Judge Dredd (1995) và Eyes Wide Shut (1999).
Năm 2015, bà làm đạo diễn trong một bộ phim tên là The Department và được chiếu tại liên hoan phim Lights, Camera Africa!!! tại bang Lagos. Bên cạnh đó, bà còn được BBC World Service thuê để quay nhiều bộ phim tài liệu, bao gồm: Wetin Dey và One Small Step. Năm 2015, tạp chí Pulse liệt bà vào danh sách "9 nữ đạo diễn Nigeria mà bạn nên biết" trong nền công nghiệp điện ảnh của Nigeria là Nollywood.
Bà đã dành 6 năm để làm một bộ phim tên là Faaji Agba (2016), một bộ phim tài liệu đầy đủ về lịch sử của sân khấu âm nhạc ở Lagos dựa trên lời kể của các nhạc sĩ lớn tuổi. Bên cạnh đó, một bộ phim tên là Unspoken được chọn để chiếu tại liên hoan phim quốc tế châu Phi ở bang Lagos vào tháng 11 năm 2016.

## Đời tư
Bà sống trong một ngôi nhà tên là Alan Vaughan-Richards House ở bang Lagos (được cha của bà là Alan thiết kế). Bà là người góp phần trong việc bảo tồn ngôi nhà và giấy tờ của cha bà. Tổ tiên của bà là người Yoruba, người Anh và là người Cherokee.